# Жергонн, Жозеф Диас
Жозеф Диас Жергонн (фр. Joseph Diaz Gergonne; 19 апреля 1771, Нанси — 4 мая 1859, Монпелье — французский математик и геометр, внёсший фундаментальный вклад в развитие этих наук.

## Биография
Учился математике в Ниме в одно и то же время с математиком Вектеном.
В 1791 году Жергонн вступил во французскую армию в звании капитана. Он участвовал в сражении при Вальми 20 сентября 1792 года. Затем возвратился к гражданской жизни, но скоро был призван снова и принял участие в французском вторжении 1794 года в Испанию.
В 1795 году Жергонн и его полк послали в Ним. В этом местечке он принял окончательное решение об отказе от военной службы и переходе к гражданской жизни. Он принял пост председателя «трансцендентной математики» в новой Центральной школе гражданских инженеров (École Centrale des arts et manufactures). Туда он приехал под влиянием Гаспара Монжа, директора Политехнической школы (фр. École Polytechnique) — знаменитой высшей школы для подготовки инженеров, основанной французскими учёными Гаспаром Монжем и Лазаром Карно в 1794 году.
В 1810 году, в ответ на трудности в попытке опубликовать свою работу Жергонн начал издавать свой журнал математики, официально названный Annales de mathématiques pures и appliquées. Он стал известен как Annales de Gergonne (Анналы Жергонна). Этот журнал издавался в течение 22 лет. В основном в нём печатались работы, посвященные геометрии, как основной области интересов Жергонна. В течение 22 лет в Анналах Жергонна (Annales de Gergonne) было опубликовано приблизительно 200 статей непосредственно Жергонна. В нём также печатались работы многих известных математиков: Понселе (Poncelet), Плюкера (Plücker), Брианшона (Brianchon), Штейнера (Steiner), Галуа (Galois), Ламе (Lamе́), Шаля (Chasles), Дюпена (Dupin), Сервуа (Servois), Бобилье (Bobillier) и др.
В 1813 году, Жергонн написал по конкурсу эссе для Бордоской Академии, где изложил методы синтеза и анализа в математике. Оно не опубликовано по сей день и известно только в кратком пересказе. Эссе раскрывает философские идеи Жергонна. Он призывает к отказу от анализа и синтезу слов, утверждая, что слова могут иметь недостаток точного смысла. Удивительно для топографа, он предположил, что алгебра более важна чем геометрия, в то время, когда алгебра состояла почти полностью из элементарной алгебры реальной области. Он предсказал, что однажды квази-механические методы будут использоваться для обнаружения новых результатов.
В 1815 году Жергонн написал первую работу об оптимальном планировании экспериментов (The design experiment) для множественной регрессии (The multiple regression) — кривой отклика.
В 1816году  Жергонн был назначен на пост председателя отдела астрономии в университете Монпелье.
С 1830 по 1844 год он был ректором университета Монпелье. К тому времени он прекратил издавать свой журнал.

## Достижения
- Жергонн был первым математиком, который ввёл термин поляра и принцип двойственности в проективную геометрию. В серии статей, начинающихся в 1810 г., он обнаружил принцип дуальности в проективной геометрии, замечая, что каждой теореме контакта на плоскости точек и линий соответствует другая теорема, в которой меняются местами точки и линии, при условии, что теорема не изменила метрических понятий.
- В 1814 он разработал изящное решение задачи Аполлония: построить окружность, которая касается трех данных окружностей.[источник не указан 1080 дней]
- Согласно С. М. Стиглеру, Жергонн — пионер методологии оптимального планирования экспериментов.
- В геометрии известна точка Жергонна. Точкой Жергонна называется точка пересечения отрезков, которые соединяют вершины треугольника с точками касания сторон, противоположных этим вершинам, и вписанной в треугольник окружности.
- Известна теорема Жергонна для трех чевиан треугольника, пересекающихся в одной точке:
- Теорема Жергонна. Пусть три чевианы AD,BE и CF пересекаются в точке K внутри треугольника ABC. Тогда выполняются следующие равенства:

{\displaystyle \displaystyle {\frac {KD}{AD}}+{\frac {KE}{BE}}+{\frac {KF}{CF}}=1}
{\displaystyle \displaystyle {\frac {AK}{AD}}+{\frac {BK}{BE}}+{\frac {CK}{CF}}=2}
- Жергонн исследовал пять основных отношений между классами и изобразил их графически, с помощью кругов, как это ранее делал также Эйлер в силлогистике:
  1. совпадение или равнозначность, что читается: «Всякое a есть b и всякое b есть a»;
  2. левостороннее включение, что читается: «Всякое a есть b, но не всякое b есть a»;
  3. частное совпадение, что читается: «Не имеет места, что либо всякое a есть b, либо всякое b есть a, либо ни одно a не есть b»;
  4. правостороннее включение, что читается: «Всякое b есть a, но не всякое a есть b»;
  5. несовместимость, что читается: «Ни одно a не есть b»

## Цитата
Слова Жергонна о математических теориях:
Нельзя хвастаться тем, что ты сказал последнее слово в какой-либо теории, если не можешь объяснить её несколькими словами первому встречному на улице.
«On ne peut se flatter d’avoir le dernier mot d’une théorie, tant qu’on ne
peut pas l’expliquer en peu de paroles à un passant dans la rue».